# 雅虎新闻
雅虎新闻（英語：Yahoo! News）是一个美国新闻网站，最初是基于雅虎的新闻聚合服务而建立。该站点最早由雅虎软件工程师布拉德·克劳斯易（Brad Clawsie）于1996年8月开发完成，而最初的文章则来自其他新闻媒体的服务，例如：美联社、路透社、福斯新闻台、半岛电视台、ABC新闻、《今日美国》、有线电视新闻网和BBC新闻。
2001年，雅虎新闻在自己的网站启动了第一个“电邮发送最多”的页面。这虽然是一个创新想法，但却得到了广泛接受。它提升了人们对未来在线新闻源以及新闻消费影响的理解。 雅虎允许用户对新闻报道发表评论，但在2006年12月19日曾經關閉评论功能。2010年3月2日，雅虎重新恢复了评论功能。由于故障，雅虎新闻的评论功能在2011年12月10日到12月15日期间被短暂关闭。
2011年，雅虎新闻将其发展重点转移至原创内容，并将此视为自己晋级主要媒体组织计划的重要一环。雅虎新闻雇佣一些资深记者，其中包括沃尔特·夏皮罗、维吉尼亚·海弗南等人。雅虎新闻于2012年2月成为第一个向白宫记者团派遣记者的新闻网站。